# 34346 Varunmadan
34346 Varunmadan este o planetă minoră (asteroid), cu un diametru de 5,927 km, din centura de asteroizi. A fost descoperită pe 1 septembrie 2000 la Experimental Test Site⁠(d) de Lincoln Near-Earth Asteroid Research. 
Obiectul prezintă o orbită caracterizată de o semiaxă mare de 2,654706 UAi, o excentricitate de 0,05, o înclinație de 0,76406 ° în raport cu ecliptica.